# Hrabstwo Johnson (Indiana)

Piramida wieku hrabstwa

Hrabstwo Johnson (ang. Johnson County) – hrabstwo w stanie Indiana w Stanach Zjednoczonych.

## Geografia
Według spisu z 2010 roku obszar całkowity hrabstwa obejmuje powierzchnię 321,79 mili2 (833,43 km²), z czego 320,43 mili2 (829,91 km²) stanowią lądy, a 1,36 mili2 (3,52 km²) stanowią wody. Według szacunków United States Census Bureau w roku 2012 miało 143 191 mieszkańców. Jego siedzibą administracyjną jest Franklin.

### Miasta
- Bargersville
- Franklin
- Greenwood
- New Whiteland
- Princes Lakes
- Trafalgar
- Whiteland